# Sächsische Wollgarnfabrik

Lageplan des Gebäudekomplexes

Ansicht des stark gewachsenen Areals der Sächsischen Wollgarnfabrik AG vormals Tittel & Krüger nebst Auszeichnungsmedaillen, um 1890.

Die Sächsische Wollgarnfabrik Tittel & Krüger war eine Spinnerei in Leipzig. Mit über 100.000 Quadratmetern Geschossfläche ist sie heute Deutschlands größtes Industriedenkmal und Europas größter Gebäudekomplex der Gründerzeit. Die Größe des gesamten Areals beläuft sich auf 50.000 Quadratmeter.

## Geschichte
Im Jahr 1866 gründete C. A. Tittel am Markt in Leipzig eine Seiden-, Garn- und Tapisseriewarenhandlung, deren Teilhaber 1869 A. A. Krüger wurde. 1875 erwarben Tittel & Krüger ein Grundstück an der Nonnenstraße und errichteten dort eine Dampffärberei.

System der Antriebsstangen und -riemen in den Spül- und Trockenräumen der Firma Tittel & Krüger, um 1886.

Maschinensaal mit elektrischer Lichtanlage der Firma Tittel & Krüger, um 1886.

Aktie über 100 RM der "Wollgarnfabrik Tittel & Krüger und Sternwoll-Spinnerei AG" vom Februar 1934

1887 wurde die Sächsische Wollgarnfabrik Aktiengesellschaft, vormals Tittel & Krüger gegründet, die ab 1888 weitere Spinnereigebäude in einer repräsentativen Backsteinarchitektur errichtete. Der erste Bauabschnitt dieser Erweiterung war der Hochbau West (die heutigen Elsterlofts). Baubeginn des zweiten Bauabschnitts war 1897. Das Besondere an diesen Gebäuden ist, dass es sich nicht um reine funktionale Zweckbauten handelt, da die Architekten Pfeifer & Händel (ab 1893 Händel & Franke), bekannt für ihre prestigeträchtigen Industriebauten, den Auftrag erhielten, eine aufwändige Architektur zu schaffen, die an Prächtigkeit weit über das Übliche hinausging.
1906 wurden große Aktienteile der Sächsischen Wollgarnfabrik von der Kammgarnspinnerei Bremen aufgekauft und in den Nordwolle-Konzern eingegliedert.
1931 ging die Nordwolle in Konkurs und die Wollgarnfabrik schloss sich mit der Sternwollspinnerei Bahrenfeld zusammen. Unter den Marken „Schwan“, „Stern“ und „Taube“ erreichten die Erzeugnisse auf Basis von Zephir-, Kaschmir- und Mohairwolle einen weltweit guten Ruf. Während des Zweiten Weltkrieges wurden hier Kurzbastfaserkammgarne produziert. Nach 1945 wurde die Wollgarnproduktion wieder aufgenommen. Im Jahr 1950 übernahm der Rat der Stadt Leipzig das Unternehmen als Treuhandbetrieb, und im Oktober 1952 erfolgte die Überführung in Volkseigentum unter dem Namen VEB Leipziger Wollgarnfabrik.
Auch die 1880 gegründete Kammgarnspinnerei Stöhr & Co. in der Zschocherschen Straße, die 1921 die Leipziger Wollkämmerei und 1928 die Kammgarnspinnerei Gautzsch übernommen hatte, wurde beim Volksentscheid in Sachsen 1946 auf Liste C gesetzt. Sie wurde in Form der beiden fortan eigenständigen Betriebe VEB Mitteldeutsche Kammgarnspinnerei (Mika) und VEB Leipziger Wollkämmerei (LWK) 1948 volkseigen.
Am 1. Januar 1969 wurden der VEB Leipziger Wollgarnfabrik, der VEB Mitteldeutsche Kammgarnspinnerei und der VEB Sächsische Kammgarnspinnerei Coßmannsdorf zum VEB Buntgarnwerke Leipzig zusammengeschlossen. Dieser Betrieb war bis 1990 Teil des Kombinats Wolle und Seide. Die Spinnerei Coßmannsdorf in Hainsberg war seit 1927 Mehrheitsaktionär der Kammgarnspinnerei zu Leipzig. 1978, 1980, 1982 und 1984 gewannen die Buntgarnwerke die Goldmedaille der Leipziger Messe.
1990 wurde die Produktion eingestellt.

## Elsterlofts und Venezia-Quartier
Elsterlofts ist die jetzige Bezeichnung für den sogenannten „Hochbau West“ in der Nonnenstraße 21–21a im Stadtteil Plagwitz. Heute werden die Elsterlofts als Wohngebäude mit 185 Lofteinheiten sowie zwei Brückenlofts genutzt. Das Tragwerk des 1888 von Pfeiffer & Händel projektierten und 1897 von Händel & Franke mit einem Anbau erweiterten Gebäudes bilden mit Ziegeln ausgemauerte Stahlträger zusammen mit teilweise stahlverkleideten ausgemauerten Stahlstützen in einem regelmäßigen Raster.
Eine die Weiße Elster überspannende Gebäudebrücke verbindet im zweiten und dritten Obergeschoss den Hochbau West mit dem 1906 von Händel & Franke als Stahlbetonbau ausgeführten „Hochbau Süd“ in der Holbeinstraße 14 im Stadtteil Schleußig, der ebenfalls zu Loftwohnungen umgebaut wurde.
Die BUGA-Partners-Verwaltungs GmbH verkaufte den Hochbau West 1999 an die JUS AG, die das Objekt zu Loftwohnungen umbaute und dafür im gleichen Jahr von der Deutsche Bank Bauspar AG bei einem Wettbewerb auf dem Gebiet Umbau und Umnutzung von industriellem, historischen Baubestand zu Wohnen, Arbeit und Freizeit mit dem zweiten Preis ausgezeichnet wurde. Der „Hochbau Süd“ wurde von der Atrium GmbH aus Hechthausen zu Loftwohnungen umgebaut und wurde ein Projekt der EXPO 2000. 2006 gewannen die Elsterlofts als Teil des „Quartier an der Weißen Elster/am Karl-Heine-Kanal in Leipzig“ den dritten Preis des DIFA-Award 2006.
Im „Hochbau Mitte“ entstand bis 2013 die exklusive Wohnanlage Venezia-Quartier mit 125 Wohnungen.

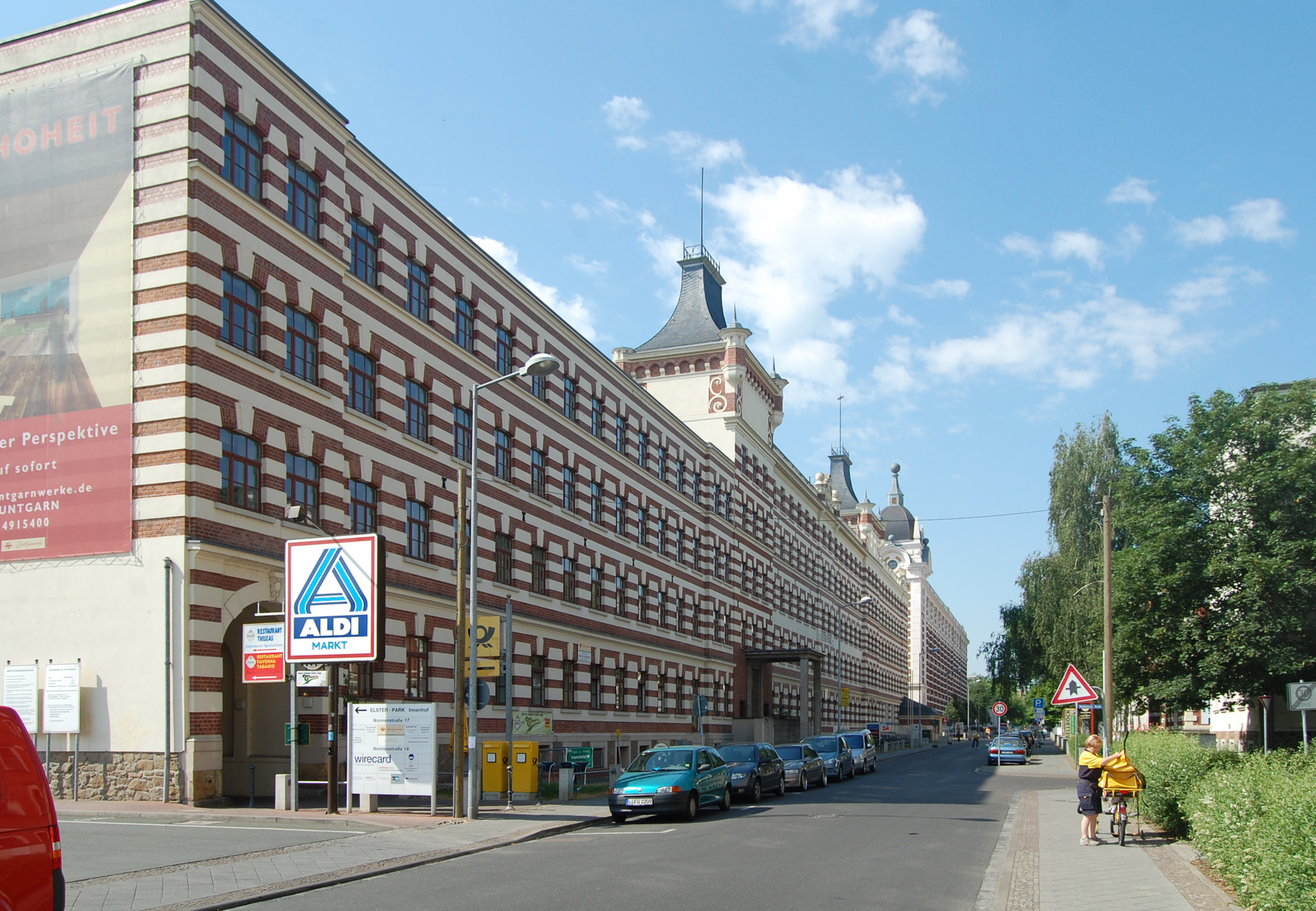
Gesamtansicht von Hochbau Nord (vorn) und Hochbau West (hinten), Straßenfront Nonnenstraße
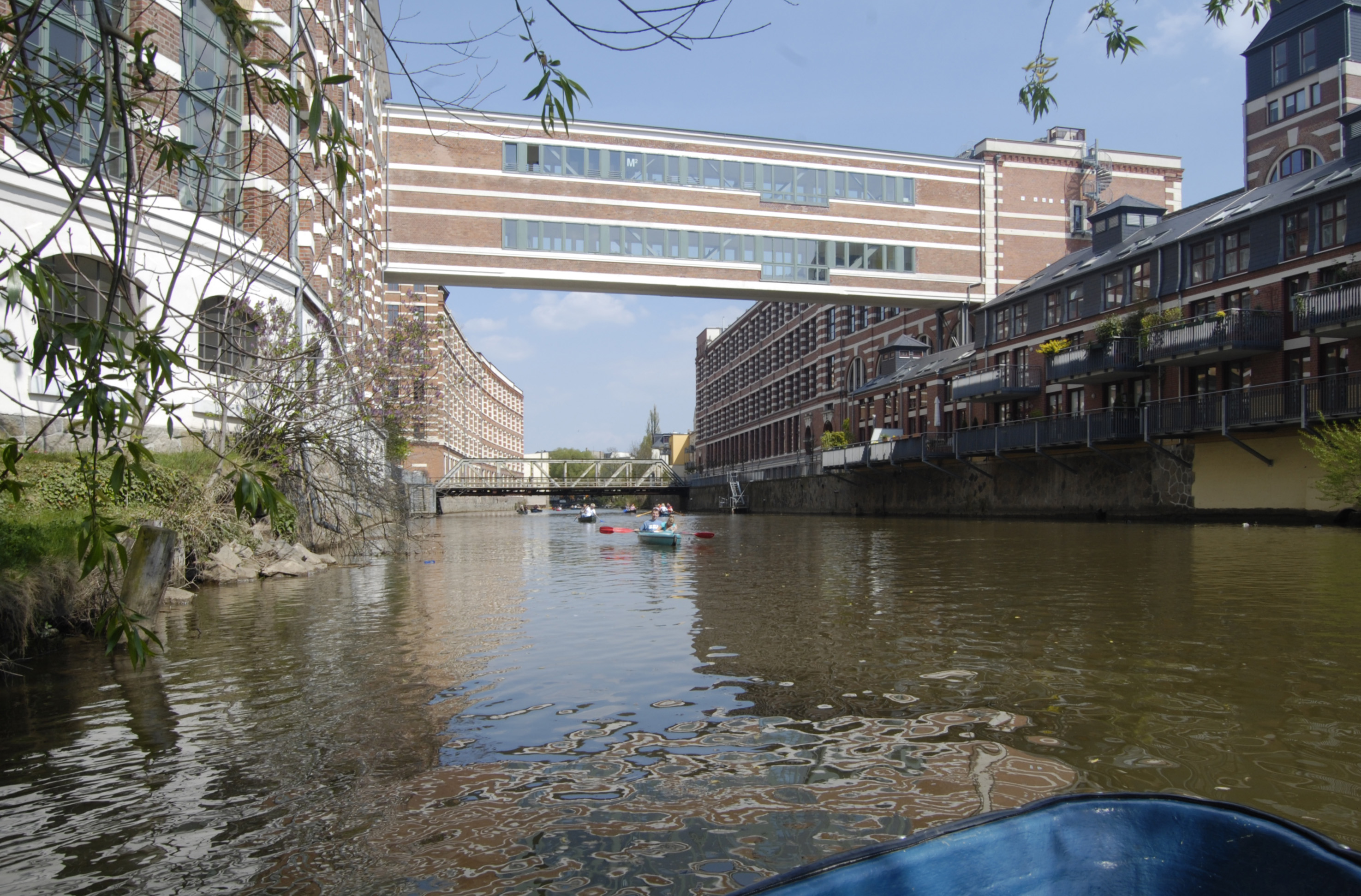
Auf der Weißen Elster in Richtung des Gebäudekomplexes Sächsische Wollgarnfabrik
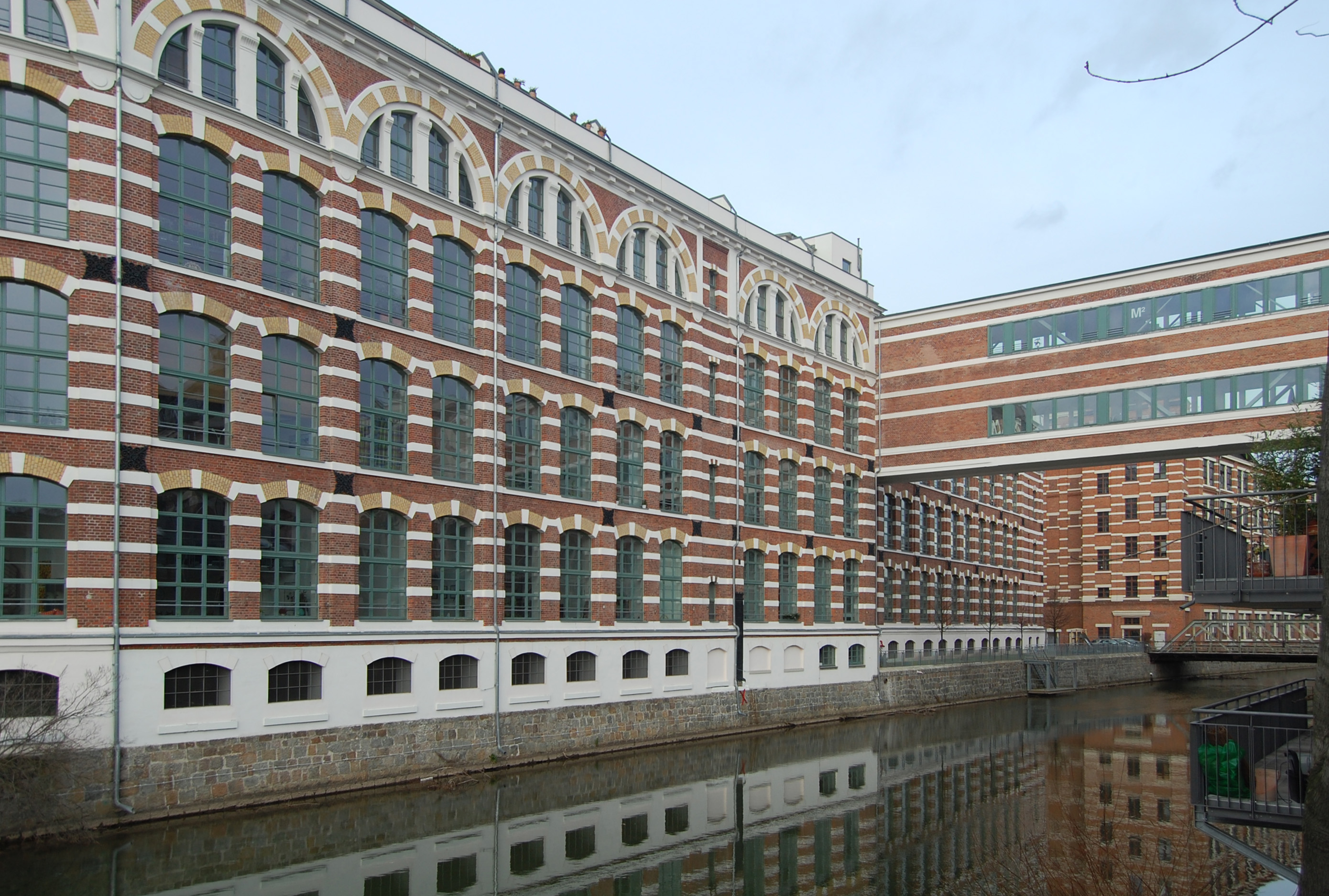
Hochbau West, Nonnenstraße 21–21a, Flussfront Weiße Elster
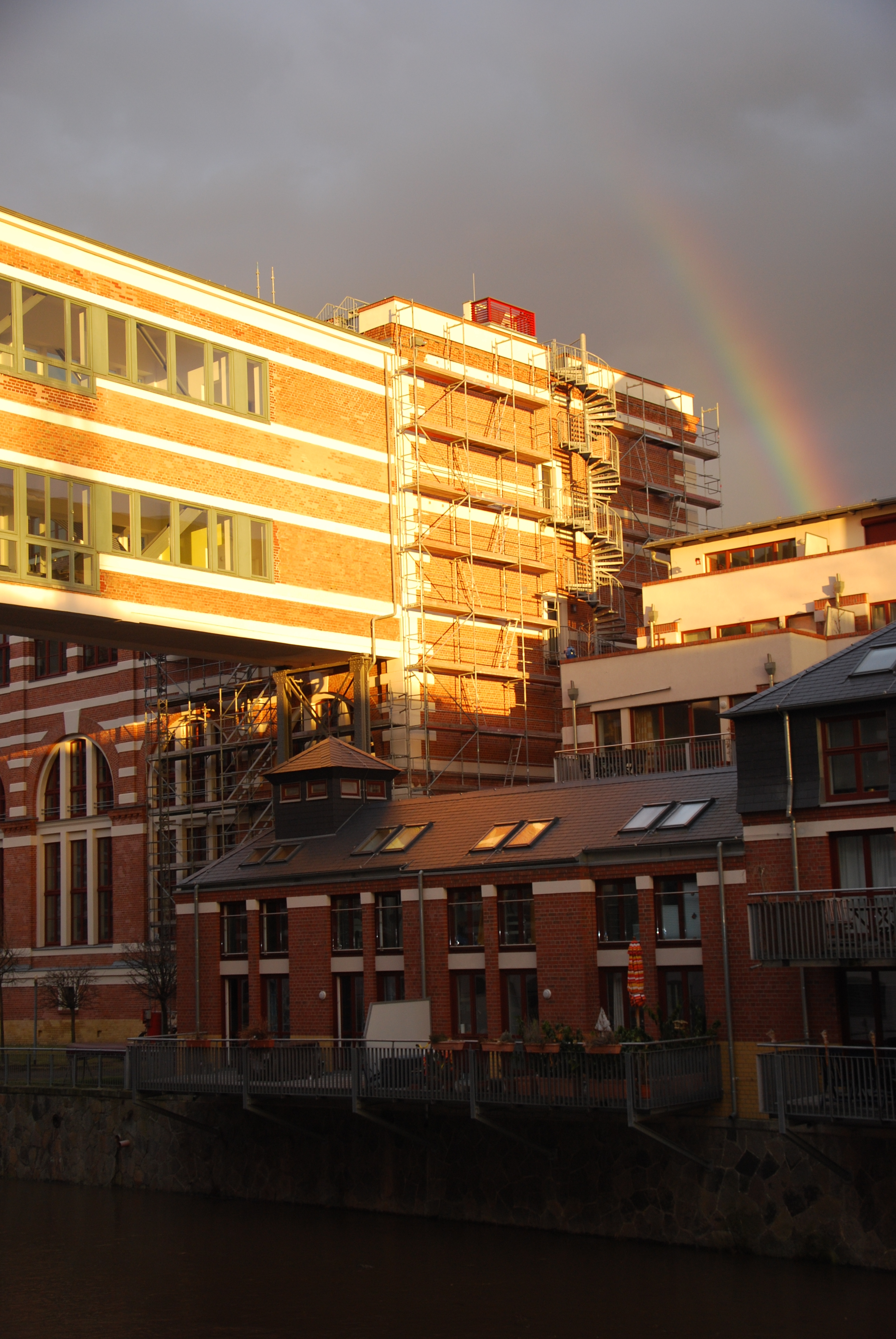
Brückenlofts zwischen Hochbau West und Hochbau Süd, rechts das ehemalige Heizhaus
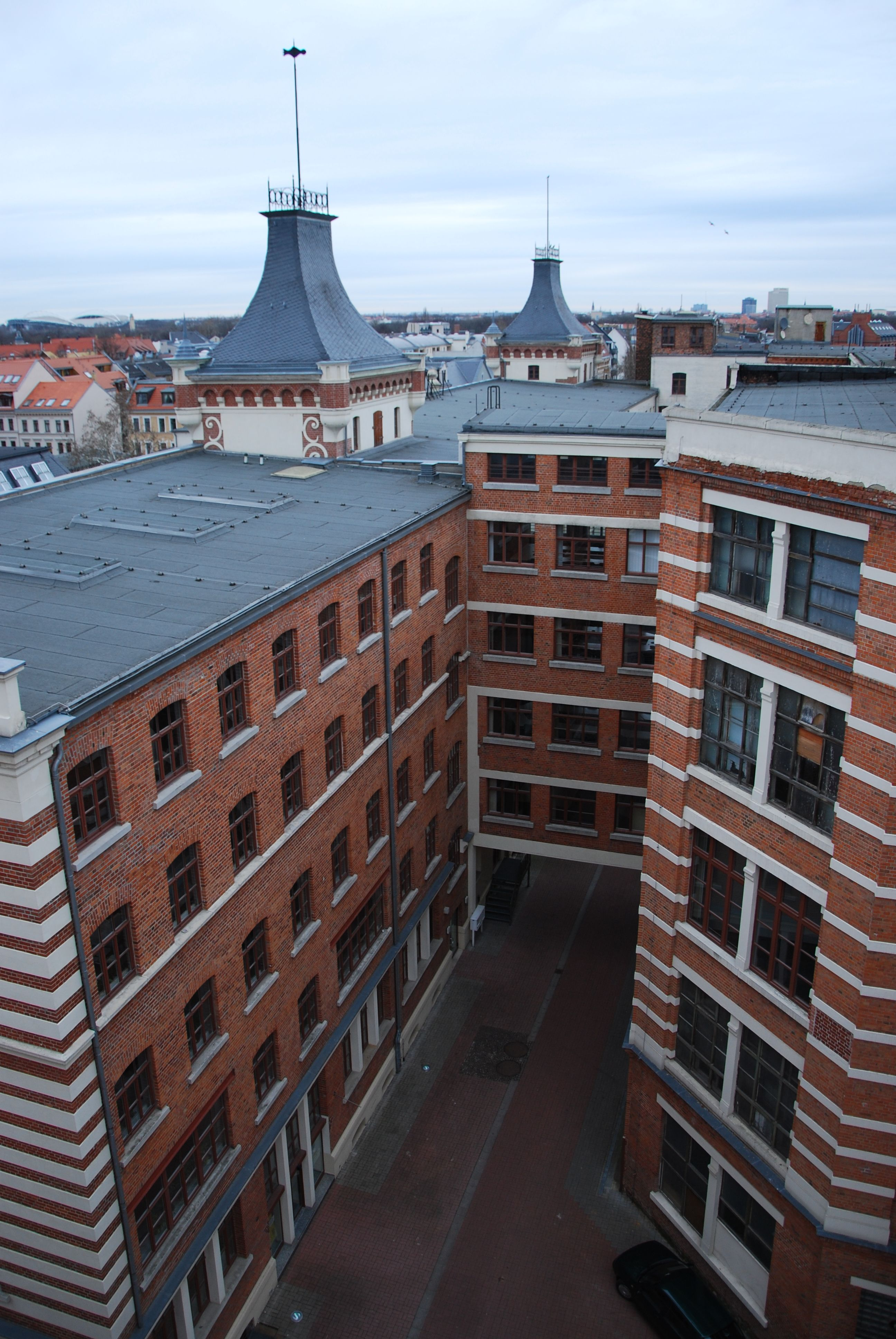
Blick in den Innenhof zwischen Hochbau Nord (links) und Hochbau Mitte (rechts)